# Wendilgarda galapagensis
Espèce
Wendilgarda galapagensis est une espèce d'araignées aranéomorphes de la famille des Theridiosomatidae.

## Distribution
Cette espèce est endémique de l'île Cocos au Costa Rica,.

## Description
Le mâle holotype mesure 2,3 mm.

## Étymologie
Son nom d'espèce, composé de galapag[os] et du suffixe latin -ensis, « qui vit dans, qui habite », lui a été donné en référence au lieu de sa découverte, les îles Galápagos auxquelles, par erreur, Archer en 1953 avait associé l'île Cocos.

## Publication originale
- Archer, 1953 : Studies in the orbweaving spiders (Argiopidae). 3. American Museum Novitates, no 1622, p. 1-27 (texte intégral).